# Idoj de Orfeo
Idoj de Orfeo (en français : Les enfants d’Orphée) est un roman de Hindrik Bulthuis écrit en 1923.

## Résumé
Ce roman relate l’histoire d’enfants, triplés, qui pour une raison étrange, vivent dans des pays différents. Le premier vit en Russie, le deuxième aux Pays-Bas et le troisième en Allemagne. Le livre est séparé en cinq parties. Chacune des trois premières parties est dédiée à un des enfants.